# 拉夫斯凱
50°13′29″N 23°42′6″E / 50.22472°N 23.70167°E
拉夫斯凱（羅馬化：Ravske）是烏克蘭西部利維夫州利維夫區拉瓦-魯斯卡市鎮的村莊。該村始建於1646年，面積0.78平方公里，海拔高度221米，2001年人口571，人口密度每平方公里734.88人。